# Eurymen
Eurymen is een geslacht van straalvinnige vissen uit de familie van psychrolutiden (Psychrolutidae). Het geslacht is voor het eerst wetenschappelijk beschreven in 1912 door Gilbert & Burke.

## Soorten
- Eurymen bassargini Lindberg, 1930
- Eurymen gyrinus Gilbert & Burke, 1912